# Llei Orgànica sobre Drets i Llibertats dels Estrangers a Espanya i la seva Integració Social
La Llei Orgànica 4/2000, d'11 de gener, sobre Drets i Llibertats dels Estrangers a Espanya i la seva Integració Social, modificada per les L.O. 8/2000, 14/2003 i 2/2009, i popularment coneguda com a Llei d'Estrangeria és la norma espanyola que regula l'entrada i estada dels estrangers extracomunitaris al territori espanyol, així com els drets i llibertats que se'ls reconeixen. El seu Reglament de desenvolupament va ser aprovat pel Reial decret 2393/2004, de 30 de desembre, posteriorment derogat i substituït el 30 de juny de 2011 per un nou Reglament de desenvolupament, aprovat pel Reial decret 557/2011, de 20 d'abril (BOE de 30 d'abril).
La Llei comprèn setanta-un articles estructurats en cinc títols. El Títol Preliminar conté disposicions generals i els altres fan referència, respectivament, als drets i llibertats dels estrangers, el seu règim jurídic, les infraccions en matèria d'estrangeria i el procediment sancionador i la coordinació dels poders públics.

## Evolució de la normativa espanyola d'estrangeria
L'Estat espanyol havia estat tradicionalment un focus d'emigració, per la qual cosa la producció legislativa s'havia centrat en aquest àmbit, mentre que la legislació relativa a l'estrangeria era fragmentària. El primer intent de pal·liar això es va donar amb la Llei Orgànica 7/1985, d'1 de juliol, sobre Drets i Llibertats dels estrangers, que va ser fortament criticada pel seu tractament policial del fenomen migratori, la seva regulació restrictiva en matèria de drets dels estrangers i la deficient tècnica legal que mostrava. Espanya, que havia d'ingressar aviat en la llavors Comunitat Europea, tratava d'evitar convertir-se en porta d'entrada al continent: algunes organitzacions socials van denunciar que era la norma més dura d'Europa. La Llei va ser objecte de recurs d'inconstitucionalitat, resolt per la Sentència del Tribunal Constitucional 115/1987, de 7 de juliol, que va anul·lar diversos preceptes de la norma i va marcar un canvi de la doctrina constitucional en matèria d'estrangeria cap a una línia més progressista. Les deficiències de la Llei i la transformació del fenomen migratori a Espanya a la fi dels anys 1980 i en els anys 1990 va mostrar la necessitat d'una nova llei adaptada a les circumstàncies.
La reforma es va produir finalment per la Llei Orgànica 4/2000, que és la que, després d'experimentar diverses modificacions, està en vigor en l'actualitat. Aquesta Llei va suposar un canvi important, en introduir polítiques d'integració, ampliar els drets dels immigrants i establir un principi general d'igualtat amb els espanyols. No obstant això, una cinquantena d'ONGs agrupades en la plataforma Papers per tots i totes. Cap ésser humà és il·legal, van criticar que, encara que existien millores tímides, en conjunt s'empitjorava la situació dels immigrants, especialment dels indocumentats. La llei va ser aprovada per tots els grups parlamentaris excepte el Partit Popular, de centre-dreta, que governava en minoria i va retirar el seu suport durant el tràmit legislatiu: al·legava que no s'adequava als acords de Schengen i Tampere, que podria produir un "efecte crida" i l'entrada massiva d'immigrants i que no estava prevista una partida pressupostària suficient. Posteriorment, després de les eleccions generals de 2000 que van donar majoria absoluta al Partit Popular, es va realitzar una reforma substancial de la norma, amb el suport del PP, Coalició Canària i Convergència i Unió, que va tornar en molts supòsits a les solucions de la llei de 1985, per la qual cosa hom parla de "contrareforma". En un informe del Consell General del Poder Judicial sobre l'avantprojecte de la norma, catorze dels seus vint membres ho van considerar una "reculada". Jaime Mayor Oreja, Ministre de l'Interior, va defensar la reforma afirmant que garantia els drets i llibertats dels immigrants i s'adequava a la normativa i la pràctica en el si de la Unió Europea.
El Reglament de la nova llei d'estrangeria va ser adoptat per Reial decret 864/2001, de 20 de juliol, en substitució de l'anterior, de 1996. Tretze dels seus articles van ser anul·lats pel Tribunal Suprem en la seva sentència de 20 de març de 2003, per violació el principi de legalitat. Aquell mateix any 2003, en què es va dictar la sentència, la Llei va ser reformada dues vegades. La primera, per la L.O. 11/2003, de 29 de setembre, que va afectar fonamentalment a l'expulsió i va establir la commutació de penes de presó de fins a sis anys per l'expulsió. La segona, per la L.O. 14/2003, de 20 de novembre, que va incorporar amb rang de Llei Orgànica molts dels preceptes del Reglament anul·lats pel Tribunal Suprem. A més, segons afirma la seva Exposició de Motius, la reforma pretenia adaptar la norma als canvis en el fenomen migratori, incorporar instruments que permetessin una regulació dels fluxos migratoris millor i més senzilla i introduir les decisions preses en el si de la Unió Europea en els anys anteriors. El Reglament va ser aprovat per Reial decret 2393/2004, de 30 de desembre, en atenció al previst en la Disposició Final 3a de la L.O. 14/2003. Aquest Reglament fou derogat i substituït el 30 de juny de 2011 per un nou Reglament de desenvolupament, aprovat pel Reial decret 557/2011, de 20 d'abril (BOE de 30 d'abril).

## Drets i llibertats
La regla general en relació amb els drets dels estrangers s'estableix en l'article 3 de la Llei, que estableix que exerciran els drets reconeguts en la Constitució espanyola en els termes establerts en la llei d'estrangeria i els tractats internacionals, interpretats d'acord amb la Declaració Universal dels Drets Humans i altres tractats vigents sobre drets humans. Si no existís norma específica, s'entendrà que els estrangers exerceixen els seus drets en condicions d'igualtat amb els espanyols.

### Classificació dels drets
La doctrina del Tribunal Constitucional ha delimitat progressivament tres grups de drets quant a l'abast del seu reconeixement als estrangers.
- Existeixen drets que corresponen a estrangers i espanyols en idèntics termes, perquè el seu respecte és essencial per a la dignitat humana. És el cas del dret a la vida i a la integritat física i moral, a la intimitat personal i familiar, a la llibertat ideològica, religiosa i de culte o la tutela judicial efectiva, entre d'altres. En aquest sentit, la Llei reconeix una sèrie de drets a tots els estrangers independentment de la seva situació administrativa, com el dret a la documentació, que és també un deure; el dret d'assistència sanitària d'urgència, plena a inscrits en el padró municipal, els menors i les embarassades durant l'embaràs, part i postpart; també reconeix els drets d'accés a l'ensenyament obligatori, als serveis socials bàsics, la tutela judicial efectiva i l'assistència jurídica gratuïta.
- En relació amb un segon grup de drets, el legislador pot, dins del respecte a un contingut mínim garantit per la Constitució, establir condicionaments addicionals a l'exercici per part d'estrangers. Aquest condicionament es plasma en l'exigència d'estar en situació administrativa regular per poder exercir els drets. Els drets de lliure circulació, reunió i manifestació, associació, al treball i la Seguretat Social, de sindicació i de vaga es reconeixen als estrangers que estiguin en situació legal d'estada o residència. Els drets a l'educació no obligatòria, ajudes en matèria i habitatge i intimitat i reagrupació familiar es reconeixen només als estrangers residents.
- La titularitat i exercici del tercer grup de drets està exclusivament reservat als espanyols: es trata dels drets polítics. S'exceptua el sufragi actiu i passiu en les eleccions municipals, on podrà concedir-se el dret per tractat o per llei atenent a criteris de reciprocitat.

En raó de la seva matèria, d'altra banda, i segons María de los Ángeles Sánchez Jiménez, cal ordenar els drets reconeguts pel règim general de la llei d'estrangeria en quatre grans grups:
- Drets de l'esfera personal, com el dret i deure de documentació, el dret de lliure circulació, a l'educació i al reagrupament familiar.
- Drets polítics, fonamentalment el dret de participació en els assumptes públics.
- Drets de l'àmbit econòmic i social, com les llibertats de reunió, manifestació i associació o el dret d'ajudes en matèria d'habitatge i el de transferència de fons.
- Drets de l'àmbit laboral: dret al treball, a la protecció social i els drets col·lectius laborals, com els drets de sindicació i vaga.

### Drets específics
Existeixen determinats drets que tenen com a únic subjecte els immigrants o que tenen una regulació específica o una rellevància especial en dret d'estrangeria. Entre ells, cal destacar el dret/deure de la documentació, el dret al reagrupament familiar i el dret a la transferència de fons.

#### Dret i deure a la documentació
L'article 4 de la Llei recull el deure de l'estranger a preservar la seva documentació en vigor i el dret a no ser-ne privat. La documentació a la qual es fa referència és la necessària per acreditar la pròpia identitat, la feta servir per entrar a Espanya o la que acrediti la seva situació administrativa. Els documents exigibles, per tant, poden ser variats: fonamentalment, passaport o document de viatge, visat o Targeta d'Identitat d'Estranger. En relació amb la identificació dels estrangers cal també referència al Número d'Identitat d'Estranger, un número personal que s'atorga a l'efecte d'identificació.
La documentació pot ser objecte de control policial. El reglament estableix que els estrangers han de mostrar els documents que acrediten la seva identitat i situació a Espanya si així és sol·licitat per l'autoritat que estigui legitimada per fer-ho o pels seus agents. Aquest deure es fonamenta en la protecció de la seguretat ciutadana. La jurisprudència del Tribunal Constitucional atorga la potestat als agents de les Forces i Cossos de Seguretat per considerar la necessitat de la mesura sempre que encaixi en el marc de la llei de protecció de la seguretat ciutadana.
Amb caràcter excepcional, un estranger pot ser desproveït de la seva documentació en determinades circumstàncies, només pels poders públics autoritzats i mai per un particular.
- A instàncies del jutge, si és condemnat a una pena que suspengui o limiti la seva llibertat de residència o circulació, o si es prohibeix la sortida d'Espanya de l'imputat en un procés penal.
- A instàncies del Ministeri de l'Interior si se li limita el dret al passaport, en el context d'un estat d'alarma, excepció o setge.
- A instàncies de l'autoritat governativa, durant la tramitació de l'expedient sancionador en el qual s'hagi formulat proposta d'expulsió, cas en què es lliura un resguard que acredita la mesura adoptada.

#### Dret al reagrupament familiar
El reagrupament familiar és un dret subjectiu que es vincula al dret a la vida privada familiar. En virtut d'aquest dret, el seu titular pot sol·licitar la concessió d'un permís de residència per determinats familiars que la Llei configura com a beneficiaris del dret. És titular del dret l'estranger que hagi residit legament en territori espanyol durant almenys un any i tingui autorització per residir almenys un altre any. D'altra banda, són familiars reagrupables, fonamentalment, el cònjuge, els fills menors d'edat o incapacitats i els ascendents que depenguin econòmicament del reagrupant. Aquests familiars han de residir fora d'Espanya.
La reagrupació té caràcter estable, ja que no s'extingeix si es trenca el vincle familiar en el qual es basés; però sí es vincula la durada del permís de residència dels familiars reagrupats al del reagrupant. La modificació de la llei d'estrangeria per Llei Orgànica 14/2003, de 20 de novembre, va establir que un familiar reagrupat només podria reagrupar-ne un altre quan obtingués un permís de residència independent del del seu titular, cosa que impossibilitava així la reagrupació "en cadena". Aquesta prohibició ja havia estat prèviament agregada per via reglamentària, però declarada nul·la pel Tribunal Suprem, ja que era en aquell moment una limitació sense suport legal.

## Règim d'entrada
El règim d'entrada d'estrangers en territori estatal es regula als articles 25 a 27 de la Llei, i es desenvolupa en els articles 1 a 16 del seu Reglament d'execució. La normativa espanyola ha hagut d'adoptar-se, per la pertinença a la Unió Europea, a la regulació comunitària. El Tractat d'Amsterdam va comunitaritzar aquestes matèries i va incloure al Tractat de la Comunitat Europea un Títol IV relatiu a "Visats, asil, immigració i altres polítiques relacionades amb la lliure circulació de persones". S'han aprovat sobre aquest tema determinats Reglaments Comunitaris, especialment en relació amb els visats, i diverses Directives.
El Tribunal Constitucional ha afirmat, en la seva Sentència 72/2005, de 4 d'abril, que la Constitució espanyola no reconeix com a dret fonamental dels estrangers el dret d'accedir al territori espanyol, i que serà el legislador qui podrà reconèixer-lo i condicionar-lo al compliment de determinats requisits. L'entrada legal és un pressupòsit necessari perquè la situació de l'estranger sigui conforme a la norma i pugui exercir plenament tots els drets que la Llei li reconeix.
L'estranger que desitgi entrar a Espanya haurà de fer-ho pels passos fronterers habilitats i durant les hores d'obertura establertes. Si s'accedeix al país des d'un Estat de l'Espai Schengen, en haver-se suprimit els controls fronterers, serà l'estranger qui haurà de declarar l'entrada en el termini de tres dies hàbils en qualsevol comissaria del Cos Nacional de Policia o Oficina d'Estrangers.
Se sol·licita, a més, que es compleixin els següents requisits:
- Titularitat del passaport o títol de viatge, o del document d'identitat o un altre document quan s'hagi admès com a vàlid en virtut d'acords internacionals.
- Titularitat del corresponent visat, si és exigible.
- Justificació de l'objecte i les condicions de l'estada i de la tinença de mitjans econòmics suficients per a l'estada, o la forma d'adquirir-los. El Reglament recull quins documents s'entenen suficients. L'acreditació es realitzarà si ho requereixen els funcionaris responsables del control de l'entrada. En la pràctica s'exigeix de manera sistemàtica, però el Tribunal Suprem ha afirmat que només cal sol·licitar-ho si existeixen dubtes sobre la versemblança dels motius d'entrada.[14][15] En tot cas, els funcionaris posseeixen cert marge d'apreciació que, per a part de la doctrina, pot portar a arbitrarietat. El Tribunal Constitucional ha establert límits a aquest marge d'apreciació en afirmar que cap circumstància ha de ser valorada sinó en funció d'un judici de probabilitat basat en l'experiència.[16]
- Presentació, si escau, de determinats certificats mèdics, o submissió a un examen mèdic.
- No estar subjecte a una prohibició d'entrada, que pot derivar-se, entre uns altres, d'una prèvia expulsió o devolució.
- No suposar un perill per a la salut pública, l'ordre públic, la seguretat nacional o les relacions internacionals d'Espanya o d'altres Estats amb els quals Espanya tingui un conveni en tal sentit.

Si es compleixen aquests requisits, s'estamparà en el passaport o similar el segell de control d'entrada, tret que existeixi una llei o conveni internacional que eximeixi d'aquest requisit, i es permetrà l'accés. La denegació d'entrada, si es produeix, ha de ser motivada. S'informarà a l'estranger sobre els recursos que pugui interposar, el termini i l'autoritat competent, així com els drets que té a l'assistència d'advocat i, si cal, d'intèrpret.

## Situacions administratives dels estrangers
D'acord amb l'article 29, els estrangers poden trobar-se en situació d'estada o residència. L'estada, amb caràcter general, té una durada màxima de tres mesos, excepte supòsits excepcionals de pròrroga i el règim especial aplicable als estudiants. La residència pot ser temporal o, passats cinc anys ininterromputs sota aquesta situació, esdevenir permanent o de llarga durada. A aquestes dues situacions administratives ha d'afegir-se la de trànsit.

### Trànsit
El trànsit no comporta la voluntat de romandre al territori espanyol. Es distingeix entre trànsit territorial, situació en la qual es troben els estrangers autoritzats per desplaçar-se per l'espai Schengen des d'un tercer Estat fins a un altre que els admeti, i trànsit aeroportuari, en el qual es permet romandre a la zona de trànsit internacional d'un aeroport, durant escales o enllaços de vols, sense accedir al territori estatal espanyol.
Amb caràcter general, tret que estigui prevista la no exigència, és necessari el visat per a ambdues classes de trànsit.

### Estada
Es troba en situació d'estada l'estranger que, sense ser titular d'un permís de residència, està autoritzat per romandre a Espanya durant un màxim de tres mesos en un període de sis. L'estada es correspon amb una breu permanència per motius turístics, de negocis o visita a familiars, entre d'altres. L'estada s'autoritza a través del corresponent visat d'estada, tret que la persona estrangera tingui la ciutadania d'un dels Estats als quals no se li exigeix.
Els supòsits d'estada que requereixen visat tenen una durada màxima de tres mesos en un termini de sis. Pot prorrogar-se a sol·licitud de l'interessat si el visat tenia una durada menor de tres mesos i fins a aquest límit, sempre que s'acreditin raons que justifiquin la pròrroga. L'estada dels estrangers que no requereixen visat és també de tres mesos en un termini de sis, i poden prorrogar-se fins als sis mesos però només per circumstàncies excepcionals.
La llei denomina també com a estada el règim especial dels estudiants, la permanència dels quals pot ser perllongada pel temps que calgui fins a la culminació dels estudis.

### Residència
La residència és la permanència en territori espanyol per un temps superior a noranta dies. Pot ser temporal (fins a cinc anys) o de llarga durada.

#### Residència temporal
La residència temporal té una durada mínima de noranta dies i màxima de cinc anys. L'autorització es concedeix a través d'una autorització administrativa atorgada en el marc d'un procediment administratiu complex, que conclou amb la concessió del visat, excepte en els supòsits de residència per circumstàncies excepcionals, en els quals no hi ha visat. L'acte d'autorització pot tenir un contingut divers, en funció de la classe de residència que es tracti. Existeixen diferents supòsits de residència temporal, cadascun dels quals té diferents pressupostos i condicions, i que es regulen en l'article 31 de la Llei i 35 a 70 del Reglament.
- Sense realitzar activitats lucratives (arts. 35 a 37): se sol·licita personalment per l'estranger davant l'administració espanyola a l'exterior, i cal acreditar que es disposa de mitjans de vida suficients.
- En virtut de reagrupament familiar (arts. 38 a 44): se sol·licita personalment per l'estranger reagrupant davant l'administració espanyola. Cal que aporti la documentació que demostri els vincles familiars amb els estrangers reagrupats, així com un habitatge adequat i mitjans suficients per mantenir-los. Concedida l'autorització, el reagrupat ha de sol·licitar el visat davant l'administració espanyola al país del qual sigui nacional, que torna a examinar el compliment dels requisits.
- En supòsits excepcionals (arts. 45 a 47), que comprenen raons de protecció internacional, raons humanitàries, de col·laboració amb la justícia o els diferents supòsits d'arrelament. L'autorització de residència per raons d'arrelament podrà concedir-se a qui demostri la permanència en situació irregular de manera continuada durant tres anys juntament amb la seva integració a Espanya (arrelament social) o l'existència de vincles familiars amb altres estrangers residents (arrelament familiar), o la permanència durant dos anys unida a l'existència de relacions laborals durant almenys un any (arrelament laboral).
- Per al desenvolupament d'un treball per compte d'altri de durada il·limitada (arts. 48 a 54): la sol·licitud inicial es realitzarà per l'empresari interessat, davant l'administració espanyola. L'oferta haurà de ser compatible amb la situació nacional d'ocupació, la qual cosa significa que els nacionals espanyols o comunitaris tenen preferència per ocupar el lloc ofert. No estan subjectes a aquesta obligació els estrangers que compleixin un dels requisits establerts en l'article 40 de la Llei, ni els nacionals de Perú o Xile, en virtut de determinats convenis internacionals.
- Per al desenvolupament d'un treball per compte d'altri de durada limitada temporalment (arts. 55 a 57)
- Per al desenvolupament d'un treball per compte propi (arts. 58 a 62): la sol·licitud es presenta per l'estranger davant l'oficina consular corresponent. Ha d'acreditar el compliment dels requisits que la legislació espanyola exigeix als nacionals per exercir l'activitat que es planegi realitzar, així com la suficiència de la inversió i la previsió que l'exercici de l'activitat produirà recursos econòmics suficients per al manteniment de l'activitat i el sustento de l'interessat, des del primer any.
- Per al desenvolupament d'un treball en el marc de prestacions transnacionals de serveis (arts. 63 a 67)
- Per al desenvolupament d'un treball per aquelles persones exemptes de l'autorització de treball (arts. 68 a 70)

#### Residència permanent o de llarga durada
L'autorització de residència permanent o de llarga durada faculta l'estranger per residir a Espanya indefinidament. Porta també aparellat el permís per treballar en igualtat de condicions amb els espanyols. La categoria està promoguda des de l'àmbit comunitari europeu, a través de la Directiva 2003/109/CE del Consell, de 25 de novembre.
Amb caràcter general, estan habilitats per sol·licitar la residència permanent els estrangers que hagin residit legalment i continuada durant cinc anys. Existeixen a més una sèrie de supòsits específics en els quals pot concedir-se l'autorització de residència permanent:
- Els estrangers residents que tinguin dret la prestació d'una pensió contributiva de jubilació per part de la Seguretat Social espanyola, o d'una pensió per incapacitat permanent absoluta o gran invalidesa.
- Els nascuts a Espanya que acreditin haver residit legalment a Espanya durant els tres anys immediatament anteriors a la majoria d'edat.
- Els estrangers que hagin estat sota la tutela d'una entitat pública espanyola durant els cinc anys anteriors a la majoria d'edat.
- Els espanyols d'origen que hagin perdut la nacionalitat espanyola.
- Els apàtrides o refugiats reconeguts per Espanya i que es trobin en territori espanyol.
- Els estrangers que hagin contribuït de forma notòria al progrés econòmic, científic o cultural d'Espanya, o a la projecció d'Espanya en l'exterior. L'autorització en aquest cas es concedirà pel Ministre de Treball i Afers Socials, previ informe del Ministre de l'Interior.

### Règim especial d'estudiants
Té la consideració d'estudiant l'estranger el motiu únic o principal d'entrada a Espanya del qual sigui el de cursar o ampliar estudis o realitzar treballs de recerca o formació no remunerats, en centres públics o privats reconeguts. Els estudiants no podran realitzar activitats lucratives, excepte aquelles per les quals se'ls autoritzi expressament, que hauran de ser compatibles amb els estudis i no tenir com a objecte obtenir recursos necessaris per a l'estada.
El tractament jurídic de la situació dels estudiants estrangers ha estat objecte de successius canvis. En la llei d'estrangeria de 1985 es feia referència a una situació de permanència. Posteriorment, la Llei 4/2000 originària la va qualificar com de residència; però la reforma per Llei 8/2000 va introduir el terme estada, que es va consolidar en la posterior reforma feta per la Llei 13/2003. No obstant això, la Directiva 2004/114/CE del Consell, de 13 de desembre disposa que a l'estudiant estranger se li expedirà un "permís de residència", la qual cosa per alguns autors hauria de replantejar la discussió i obligar a una nova modificació.
En l'actualitat, de moment, la situació dels estudiants és d'estada, si bé es tracta d'un règim d'estada singular, ja que no està sotmès al límit general de noranta dies. Un dels principals motius és evitar l'adquisició de la nacionalitat espanyola a través de la residència, donada la facilitat d'accedir a territori espanyol amb un visat d'estudiant. Entenent que els conceptes civil i administratiu de residència són els mateixos, la qualificació de la situació de l'estudiant com a situació d'estada impedeix l'accés a la nacionalitat. No obstant això, existeix una jurisprudència incipient del Tribunal Suprem de la qual es dedueix que es tracta conceptes autònoms; a més, l'Exposició de Motius de la Llei 36/2002, que reforma el Codi Civil espanyol estableix que la residència ha de ser efectiva, la qual cosa donaria suport a la tesi que el que se sol·licita és que l'estranger es trobi efectivament a Espanya i no estigui subjecte a cap ordre d'expulsió.
La durada de l'autorització d'estada és la del curs o recerca, amb un màxim d'un any, renovable sempre que l'estudiant acrediti l'aprofitament acadèmic. L'autorització es concedeix mitjançant el visat, que suma així a la seva funció de facultar per a l'entrada a Espanya la de permetre la presència en territori estatal. La sol·licitud ha de presentar-se per l'estudiant en l'oficina consular del seu país d'origen o, si es tracta d'un menor, pels seus pares o tutors o un representant degudament acreditat. Ha d'acreditar-se l'admissió en un centre docent o científic, públic o privat oficialment reconegut, a més de la tinença de mitjans econòmics suficients per pagar-se els estudis, estada i retorn al país d'origen, i d'una assegurança mèdica.

## Infraccions i règim sancionador
El règim sancionador es recull en la Llei Orgànica 4/2000 i el seu Reglament de desenvolupament, així com en el Títol IX de la Llei 30/1992, de 26 de novembre, reguladora del Règim Jurídic de les Administracions Públiques i del Procediment Administratiu Comú, i el Reial decret 1398/1993, de 4 d'agost, pel qual s'aprova el Reglament del Procediment per a l'exercici de la Potestat Sancionadora de l'Administració.

### Infraccions
Poden ser subjectes actius de les infraccions tant persones físiques com a jurídiques, ja siguin nacionals o estrangers, en funció de la naturalesa de la infracció. Les infraccions es classifiquen en lleus, greus o molt greus.

#### Infraccions lleus
Són infraccions lleus les omissions o retards en les comunicacions obligatòries de canvi de nacionalitat, estat civil, domicili o certes circumstàncies determinants de la situació laboral de l'estranger; el retard, fins a tres mesos, en la sol·licitud de renovació d'autoritzacions o treballar per compte propi amb permís de residència però sense el permís de treball corresponent. Aquestes infraccions es castiguen amb multa de fins a 500 euros.

#### Infraccions greus
Són infraccions greus:
- L'estada irregular a Espanya, per no haver obtingut l'autorització, o per no haver-ne sol·licitat la pròrroga o haver-se denegat aquesta.
- Estar treballant a Espanya sense la corresponent autorització de residència i treball.
- Incórrer en ocultació dolosa o falsedat greu en el compliment de l'obligació de posar en coneixement del Ministeri de l'Interior els canvis que afectin a nacionalitat, estat civil o domicili.
- L'incompliment de les mesures imposades per raó de seguretat pública de presentació periòdica o d'allunyament de fronteres o nuclis de població determinats.
- La participació en la realització d'activitats contràries a l'ordre públic previstes com a greus en la Llei Orgànica 1/1992, de 21 de febrer, sobre Protecció de la Seguretat Ciutadana.
- La comissió d'una tercera infracció lleu en el termini d'un any.
- Les sortides del territori espanyol per llocs no habilitats, sense exhibir la documentació prevista o contravenint les prohibicions legalment imposades.
- No sol·licitar la Targeta d'Identitat d'Estranger.

Les infraccions greus se sancionen amb multa de 501 a 10.000 euros, substituïble per l'expulsió de l'estranger del territori nacional per les cinc primeres infraccions llistades a dalt.

#### Infraccions molt greus
Se sancionen amb multa de 10.001 a 100.000 euros, substituïble per a infractors estrangers per l'expulsió del territori nacional. Són infraccions molt greus:
- La realització d'activitats contràries a la seguretat exterior de l'Estat
- La realització de conductes discriminatòries
- El transport irregular d'estrangers per transportistes, l'incompliment de l'obligació d'aquests de comprovar la validesa i vigència de la documentació dels estrangers, així com si es fes càrrec de l'estranger no autoritzat a entrar a Espanya
- La comissió d'una tercera infracció greu en el termini d'un any
- La contractació de treballadors estrangers que no tinguin permís de treball: en aquest cas s'imposa una multa per cada treballador en situació irregular que es contractés. En els casos d'autoritzacions limitades a un sector d'activitat determinat, certa jurisprudència entén que no constitueix infracció contractar a l'immigrant per treballar en un sector diferent.[20]
- La inducció, promoció, afavoriment o facilitació de la immigració clandestina: en aquest cas, la multa serà de 5.000 a 10.000 euros per cada viatger transportat o un mínim de 750.000 euros a tant alçat.

### Expulsió d'estrangers
La Llei preveu les penes de multa, decomís i clausura de locals i establiments. A més estableix en determinats suposats, com a sanció substitutiva de la multa, i només per al cas d'estrangers, l'expulsió i prohibició d'entrada al territori espanyol per un termini de tres a deu anys. En aquests casos, l'expulsió pot acordar-se per a sancions molt greus i per a les greus que expressament estableix la llei. Com a molts dels estrangers als quals s'imposa la multa estan en situació irregular, el cobrament de la mateixa és problemàtic: per això, en la pràctica es tendeix a privilegiar l'expulsió, encara que la jurisprudència del Tribunal Suprem afirma que, en els casos de permanència irregular en territori espanyol, s'ha d'imposar preferentment una multa si aquesta és l'única infracció administrativa en què ha incorregut l'estranger.
L'expulsió també es preveu com a mesura substitutiva de la pena de presó inferior a sis anys o quan, sent superior, l'estranger hagi complert les tres quartes parts de la condemna. Aquesta previsió legal, incorporada a l'article 89 del Codi Penal el 2003, ha estat criticada també pel Tribunal Suprem, que afirma que és asistemàtica i pertorbadora de la legalitat penal, i que s'aparta de les finalitats de reinserció i rehabilitació social que la Constitució espanyola atorga a la pena.
L'efecte de la sanció d'expulsió és triple. En primer lloc, determina la sortida obligatòria del territori espanyol, en el termini que estableixi la resolució, que no serà inferior a 72 hores. En segon lloc, porta aparellada la prohibició d'entrar a Espanya en un termini que s'estableix amb caràcter proporcional a la infracció comesa, amb un límit inferior de tres anys i un límit superior de deu. Aquesta prohibició s'estén als territoris dels Estats amb els quals Espanya ha subscrit un acord en tal sentit. Finalment, l'expulsió implica l'extinció de qualsevol autorització de romandre a Espanya i l'arxiu el procediment iniciat amb tal objecte.